# Stiphropus gruberi
Stiphropus gruberi là một loài nhện trong họ Thomisidae.
Loài này thuộc chi Stiphropus. Stiphropus gruberi được Hirotsugu Ono miêu tả năm 1980.